# FUAN
Университетский фронт национального действия (итал. Fronte universitario d'azione nazionale), FUAN — студенческая организация неофашистской партии Итальянское социальное движение. Действовала в 1950—1996 годах. Сыграла важную роль в консолидации итальянской праворадикальной учащейся молодёжи и неофашистских уличных акциях.

## Объединение ультраправого студенчества
Организация была основана в мае 1950 под названием Formazioni universitarie di avanguardia nazionale — Университетское образование национального авангарда — по инициативе группы ультраправых студентов. Сильвио Витале, Франческо Петронио, Томазо Стаити ди Куддиа делле Чиусе, Бенито Паолоне, Джузеппе Триколе придерживались неофашистских взглядов и состояли в партии Итальянское социальное движение (MSI). Их позиции характеризовались особым радикализмом, в целом они ориентировались на Пино Ромуальди, возглавлявшего в MSI платформу традиционного фашизма — антикоммунистического, антилиберального, антипарламентского.
FUAN сумел консолидировать активные студенческие группы крайне националистического и неофашистского характера. В итальянском студенчестве сформировался заметный крайне правый политический сектор. Нередко позиции FUAN расходились с руководством MSI. Студенты и их вожаки бывали недовольны законопослушанием и умеренностью парламентской партии. FUAN ориентировался на уличное прямое действие, сотрудничал на этой почве с Национальным авангардом. Активисты FUAN сотрудничали также с профорганизацией ЧИСНАЛ Чиччо Франко, участвовали в восстании в Реджо-ди-Калабрия (1970—1971).
Ударной структурой выступала организация FUAN-Caravella (подразделение FUAN в Римском университете Ла Сапиенца), принимавшая самое активное участие в студенческих беспорядках, в том числе Битве в Валле-Джулии 1 марта 1968 и столкновениях с коммунистами 16 марта 1968. Лидер «Каравеллы» Джулио Карадонна был доверенным лицом Джорджо Альмиранте и одним из организаторов силовой структуры MSI. Членом FUAN-Caravella являлся идеолог анархо-фашизма Марио Мерлино, близкий соратник основателя Национального авангарда Стефано Делле Кьяйе.

## Известные представители
К FUAN в своё время примыкали такие деятели неофашистского терроризма, как Пьерлуиджи Конкутелли (на руководящем посту в Палермо), Франческа Мамбро, Валерио Фиораванти. Организация имела и свой мартиролог — в 1972 погиб лидер FUAN в Салерно Карло Фалвелла, в 1975 — римский активист FUAN, грек по националиности Микс Мантакас, в FUAN состояли убитые в Побоище на Акка Ларентия Франко Бигонзетти и Франческо Чаватта. Судья Марио Сосси, ранее состоявший в FUAN, в 1974 был похищен «Красными бригадами» (впоследствии освобождён). Другой бывший член FUAN, судья Паоло Борселлино, в 1992 погиб от взрыва, организованного сицилийской мафией (его имя присвоено аэропорту Палермо).
Политическую школу FUAN прошли многие общественные и государственные деятели. Иньяцио Ла Русса был министром обороны в правительстве Сильвио Берлускони. Франческо Стораче — главой столичного региона Лацио и министром здравоохранения (ныне возглавляет партию La Destra). Сильвио Витале и Франческо Петронио побывали депутатами Европарламента. Профессор-историк Джузеппе Триколе был в 1994 одним из создателей Национального альянса. Томазо Стаити ди Куддиа — один из лидеров партии «Будущее и свобода для Италии». Джулио Конти — лидер экологического движения Fronte Verde.

## Трансформация и традиция
В середине 1990-х партия Итальянское социальное движение пережила раскол и трансформацию. FUAN примкнул к сторонникам Джанфранко Фини. До 2009 структура функционировала как подразделение молодёжной организации Национального альянса. После упразднения этой партии большинство активистов примкнули к партии Фини «Будущее и свобода для Италии», либо к движению Берлускони.
В настоящее время название FUAN сохраняет одна из праворадикальных организаций, действующая преимущественно в Турине. В частности, участие боевиков FUAN (лидер — Бьяджо Кацциола, бывший активист FUAN-Caravella) было зафиксировано в Генуе при саммите G8 в июле 2001 года.